# Granby gård

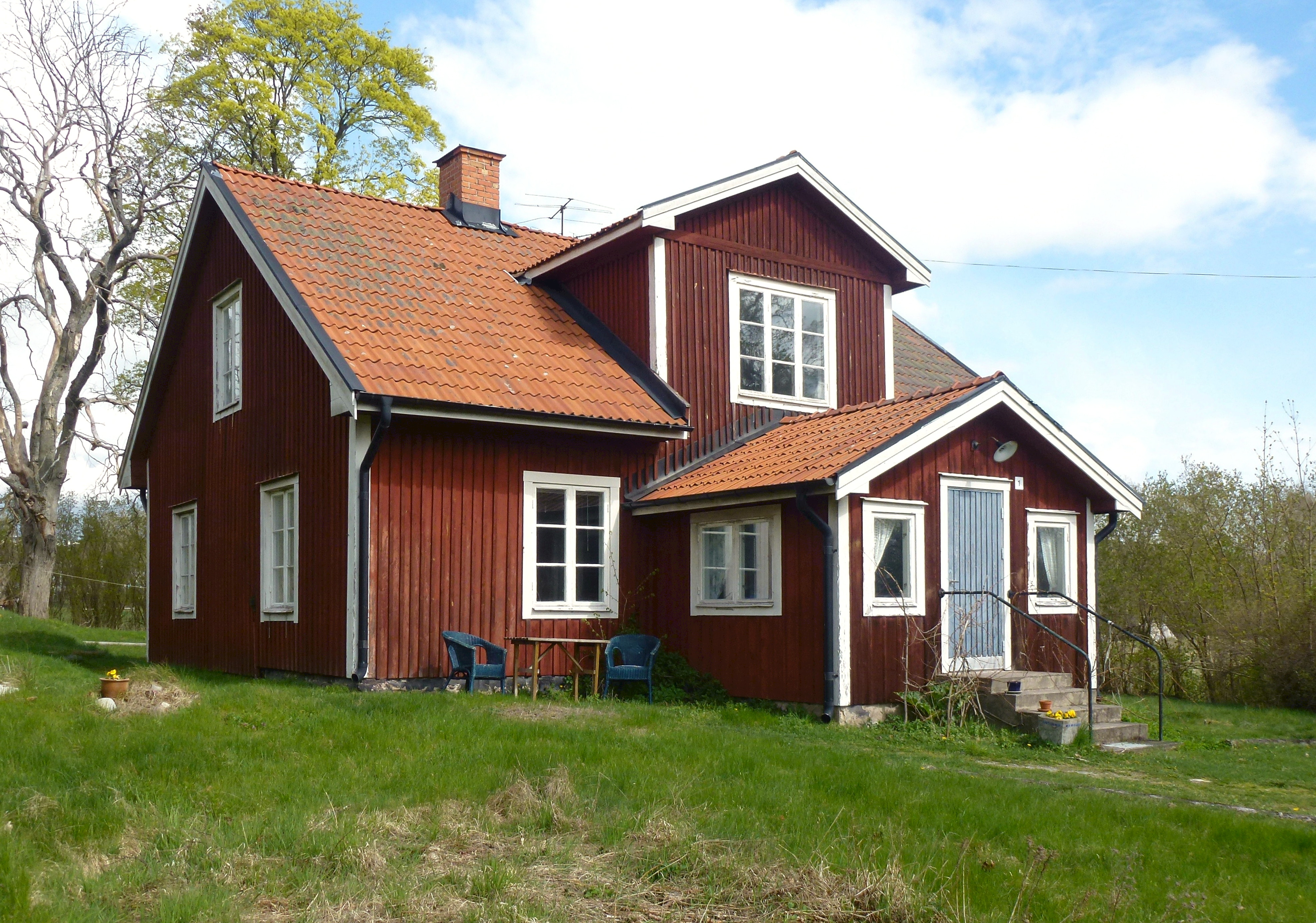
Granby gård i april 2015.

Granby gård är en tidigare bondgård belägen på Järvafältet cirka 500 meter söder om Husby i Stockholms kommun. Granby nämns första gången på 1230-talet och är därmed den gård på Järvafältet som tidigast är skriftligt dokumenterad. Idag är Granbys kvarvarande huvudbyggnad en privatbostad. Området ingår i Igelbäckens kulturreservat.

## Historik

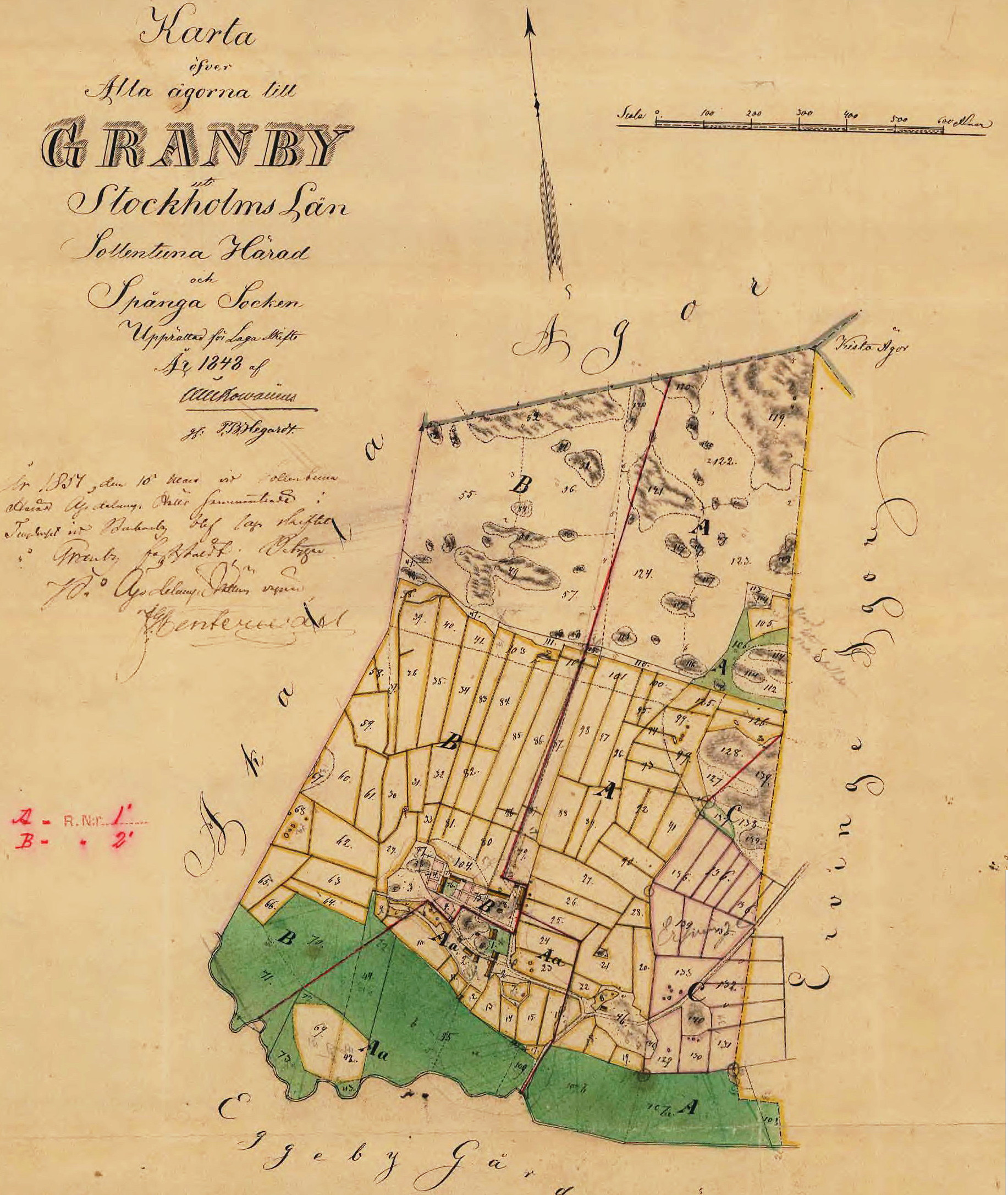
Granbys ägor 1848.

I motsats till granngårdarna Hästa gård, Eggeby gård, Husby gård eller Akalla by återfinns inga fornlämningar i form av gårdsgravfält i Granby gårds närhet. Det kan tyda på att området brukades först i början på 1200-talet eller att gravarna förstörts av jordbruket.
Under medeltiden hörde Granby till Vårfruberga kloster och fungerade som klosterträdgård. På 1230-talet nämns Granby gård första gången som Grenbyu.  År 1257 omnämns platsen som in villa Granbÿn (Vårfruberga). På 1600-talet fanns två gårdar, varav den ena mellan 1701 och 1906 var komministerboställe för prästen i Järfälla socken. Den andra beboddes under 1700-talet av en fältskär.
Nuvarande mangårdsbyggnad uppfördes troligen vid 1700-talets mitt. Byggnaden förlängdes mot söder under senare delen av 1700-talet. Möjligtvis har byggnaden flyttats från ett tidigare läge på tomtens nordvästra del. Där finns en synlig husgrund. På en karta från 1848 framgår utöver huvudbyggnaden minst åtta byggnader.

## Militärtiden

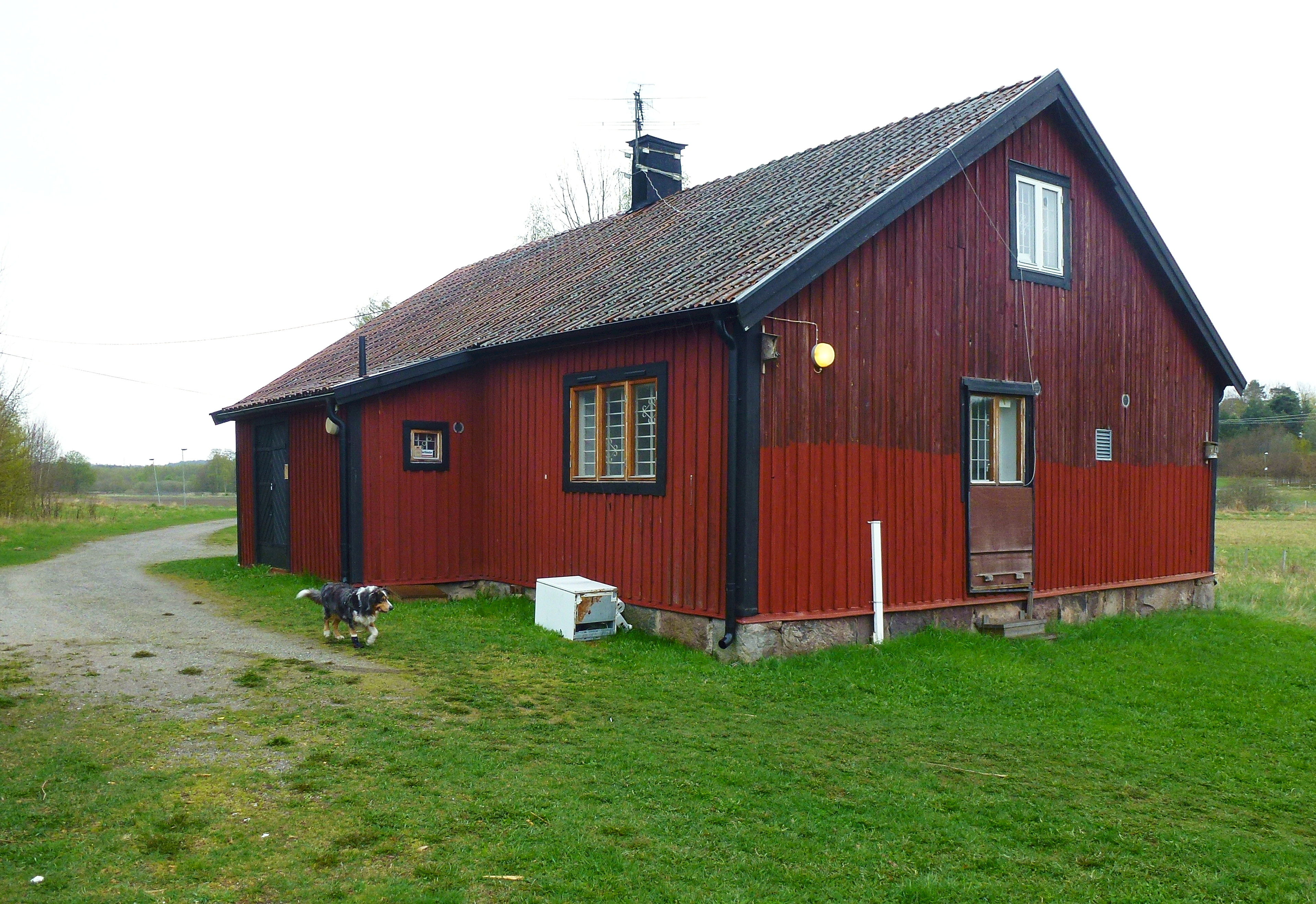
Förläggningsbyggnad från 1919-1920.

Under militärtiden på Järvafältet (1906-1970) disponerades gården av militären. Söder om gården lät Svea Livgarde 1919 uppföra en förläggningsbyggnad för ett stridsvagnskompani och Granby blev övningscentrum för Sveriges första stridsvagnar. På ritningar från 1938 fanns i husets bottenvåning; veranda, dagligrum, sov- eller expeditionsrum, kök, förstuga, rum, veranda 2, hall, kök. I det övre planet fanns fyra sovrum, badrum, hall och en altan. Byggnaden fick 1938 en stor tillbyggnad mot norr, i två våningar med flackare sadeltak. År 1970 övergick Granby liksom hela Järvafältet i Stockholms stads ägo. Byggnaden är idag privatbostad.